# Zhang Tingyu
Zhang Tingyu (en chino tradicional, 張廷玉; pinyin, Zhāng Tíngyù; Wade-Giles, Chang T'ingyü; 29 de octubre de 1672-19 de mayo de 1755) fue un político e historiador chino Han que vivió en la dinastía Qing.

## Biografía
Zhang Tingyu nació en Tongcheng en la provincia de Anhui. En 1700, obtuvo un puesto de jinshi en el examen imperial y poco después fue nombrado miembro de la Academia Hanlin. Posteriormente, ascendió en la administración pública de la dinastía Qing y sirvió bajo los emperadores Kangxi, Yongzheng y Qianlong. Zhang Tingyu gozaba de la confianza del emperador Yongzheng, que lo convirtió en uno de los primeros miembros del Gran Consejo, un órgano estatal informal que, con el tiempo, se convertiría en el consejo privado del emperador. Entre sus colegas se encontraban figuras de renombre como Maci.
Zhang era un destacado funcionario de la administración pública y fue muy alabado por su carácter recto y sus principios. Con una considerable habilidad literaria, compiló la Historia de Ming en 1739. Existe cierta confusión sobre si fue él u otro oficial de confianza Longkodo el principal anunciador del testamento de Kangxi. Zhang fue el único funcionario que sobrevivió a las batallas de sucesión de Kangxi a Yongzheng y a Qianlong, y contó con la confianza de los tres emperadores. Su rival manchú, Ortai, fue un funcionario que sirvió a Yongzheng y Qianlong. Sin embargo, su relación con el emperador Qianlong se deterioró durante sus últimos años.
En 1749, Zhang solicitó la jubilación, su segunda petición en dos años. En su carta, Zhang solicitó además al emperador Qianlong que cumpliera el deseo del emperador Yongzheng de permitir que su placa fuera colocada en el Templo Imperial Ancestral. El emperador Qianlong se mostró contrariado, pero accedió a la petición de Zhang. Al día siguiente, Zhang no visitó al emperador para agradecerle en persona, sino que envió a su hijo Ruocheng. El emperador Qianlong se enfadó mucho por ello y emitió un edicto para reprender a Zhang. Wang Youdun, uno de los alumnos de Zhang, pidió clemencia en su nombre e informó a Zhang del enfado del emperador. Sin embargo, Zhang cometió el error de solicitar una audiencia con el emperador incluso antes de que el edicto que lo reprendía hubiera llegado a su residencia. El emperador Qianlong supo entonces que Wang había filtrado la noticia de su enfado a Zhang. El emperador relevó entonces a Wang de su cargo oficial (Wang llevaba menos de un mes en dicho puesto), y a Zhang de su título nobiliario. En el segundo mes lunar de 1750, Zhang volvió a solicitar el regreso a su ciudad natal. Como el hijo mayor del emperador, Yonghuang, acababa de morir, el emperador volvió a indignarse. Envió entonces a Zhang una lista de antiguos funcionarios que tenían sus placas consagradas en templos ancestrales imperiales, y le ordenó que reflexionara sobre si era digno de ese honor. Zhang pidió entonces al emperador que revocara el honor y lo castigara; el emperador Qianlong aceptó la revocación, pero no castigó más a Zhang. En el séptimo mes lunar del mismo año, el suegro de Zhang Ruocheng, Zhu Quan, se vio implicado en un caso, que a su vez implicó a Zhang Tingyu. El emperador decidió entonces castigar a Zhang revocando todas las recompensas que le habían otorgado él mismo, su padre y su abuelo.
Zhang murió por enfermedad en 1755, y se le concedió una placa en el Templo Imperial Ancestral según los deseos del emperador Yongzheng y del emperador Qianlong, que habían decidido revocar la decisión de revocación. Fue el único funcionario de etnia han durante la dinastía Qing al que se le concedió tal honor póstumo.